# ATP Los Angeles

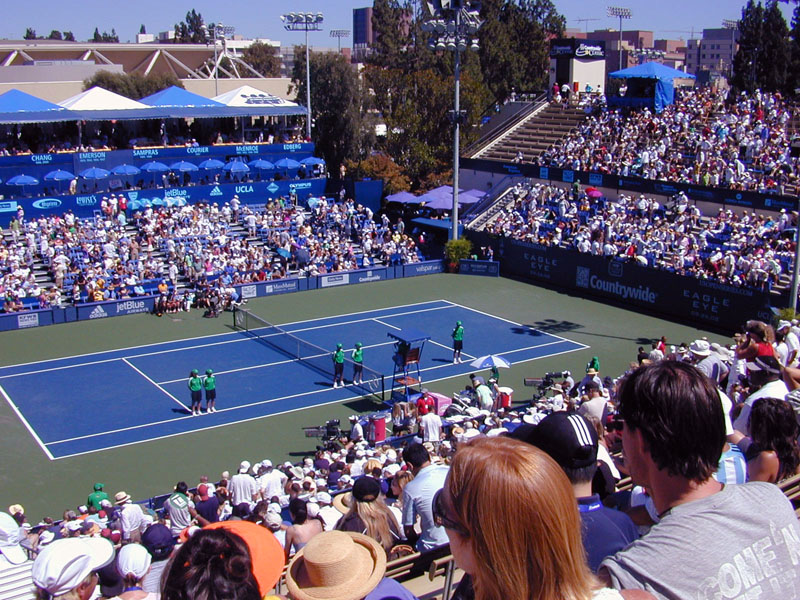
Center Court im Straus Stadium auf dem Gelände der UCLA

Das ATP-Turnier von Los Angeles (offiziell zuletzt Farmers Classic) war ein Herren-Tennisturnier in Los Angeles, Kalifornien, das jährlich Ende Juli/Anfang August im Freien auf Hartplatz stattfand. Es war sowohl Teil der ATP Tour 250 als auch der US Open Series, einer Reihe von Hartplatzturnieren in Nordamerika, die als Vorbereitung auf die US Open galten.

## Geschichte
Das Turnier wurde 1927 gegründet und gehört damit zu den ältesten Tennisturnieren in den Vereinigten Staaten. Es war lange Zeit das älteste durchgehend veranstaltete Sportereignis in Los Angeles. Bis 1967, also bis vor Beginn der Open Era spielten so gut wie alle Weltranglistenersten in Los Angeles. Bis 1969 war Perry Jones der Turnierdirektor, er wurde von Jack Kramer beerbt. Ein paralleler Damenwettbewerb wurde nur bis 1975 veranstaltet. Der Name des Turniers änderte sich häufig aufgrund von Sponsorenwechseln.
Ende 2012 wurde bekannt, dass die Turnierrechte nach Bogotá in Kolumbien verkauft würden und das Turnier damit ab 2013 nicht mehr ausgetragen und nach über 80 Jahren eingestellt wird.
Das Turnier wurde ab 1984 im neu errichteten Los Angeles Tennis Center (auch Straus Stadium genannt) auf dem Gelände der UCLA gespielt. Davor fand es im Los Angeles Tennis Club (bis 1974 und von 1980 bis 1983) und im Pauley Pavilion (1975–1979) statt.

## Siegerliste
Rekordtitelträger im Einzel sind Andre Agassi, Jimmy Connors, Roy Emerson und Frank Parker, die das Turnier jeweils viermal gewannen; im Doppel konnten die Brüder Bob und Mike Bryan sechsmal triumphieren.

### Einzel
| Jahr | Sieger                | Finalist            | Finalergebnis             |
| ---- | --------------------- | ------------------- | ------------------------- |
| 2012 | Sam Querrey (3)       | Ričardas Berankis   | 6:0, 6:2                  |
| 2011 | Ernests Gulbis        | Mardy Fish          | 5:7, 6:4, 6:4             |
| 2010 | Sam Querrey (2)       | Andy Murray         | 5:7, 7:62, 6:3            |
| 2009 | Sam Querrey (1)       | Carsten Ball        | 6:4, 3:6, 6:1             |
| 2008 | Juan Martín del Potro | Andy Roddick        | 6:1, 7:62                 |
| 2007 | Radek Štěpánek        | James Blake         | 7:67, 5:7, 6:2            |
| 2006 | Tommy Haas (2)        | Dmitri Tursunow     | 4:6, 7:5, 6:3             |
| 2005 | Andre Agassi (4)      | Gilles Müller       | 6:4, 7:5                  |
| 2004 | Tommy Haas (1)        | Nicolas Kiefer      | 7:66, 6:4                 |
| 2003 | Wayne Ferreira        | Lleyton Hewitt      | 6:3, 4:6, 7:5             |
| 2002 | Andre Agassi (3)      | Jan-Michael Gambill | 6:2, 6:4                  |
| 2001 | Andre Agassi (2)      | Pete Sampras        | 6:4, 6:2                  |
| 2000 | Michael Chang (2)     | Jan-Michael Gambill | 6:72, 6:3, aufgg.         |
| 1999 | Pete Sampras (2)      | Andre Agassi        | 7:63, 7:61                |
| 1998 | Andre Agassi (1)      | Tim Henman          | 6:4, 6:4                  |
| 1997 | Jim Courier           | Thomas Enqvist      | 6:4, 6:4                  |
| 1996 | Michael Chang (1)     | Richard Krajicek    | 6:4, 6:3                  |
| 1995 | Michael Stich         | Thomas Enqvist      | 6:77, 7:64, 6:2           |
| 1994 | Boris Becker          | Mark Woodforde      | 6:2, 6:2                  |
| 1993 | Richard Krajicek (2)  | Michael Chang       | 0:6, 7:63, 7:65           |
| 1992 | Richard Krajicek (1)  | Mark Woodforde      | 6:4, 2:6, 6:4             |
| 1991 | Pete Sampras (1)      | Brad Gilbert        | 6:2, 6:75, 6:3            |
| 1990 | Stefan Edberg         | Michael Chang       | 7:6, 2:6, 7:6             |
| 1989 | Aaron Krickstein      | Michael Chang       | 2:6, 6:4, 6:2             |
| 1988 | Mikael Pernfors       | Andre Agassi        | 6:2, 7:5                  |
| 1987 | David Pate            | Stefan Edberg       | 6:4, 6:4                  |
| 1986 | John McEnroe (2)      | Stefan Edberg       | 6:2, 6:3                  |
| 1985 | Paul Annacone         | Stefan Edberg       | 7:65, 6:78, 7:64          |
| 1984 | Jimmy Connors (4)     | Eliot Teltscher     | 6:4, 4:6, 6:4             |
| 1983 | Gene Mayer (2)        | Johan Kriek         | 7:6, 6:1                  |
| 1982 | Jimmy Connors (3)     | Mel Purcell         | 6:2, 6:1                  |
| 1981 | John McEnroe (1)      | Sandy Mayer         | 6:7, 6:3, 6:3             |
| 1980 | Gene Mayer (1)        | Brian Teacher       | 6:3, 6:2                  |
| 1979 | Peter Fleming         | John McEnroe        | 6:4, 6:4                  |
| 1978 | Arthur Ashe (3)       | Brian Gottfried     | 6:2, 6:4                  |
| 1977 | Stan Smith (2)        | Brian Gottfried     | 7:5, 3:6 6:4              |
| 1976 | Brian Gottfried       | Arthur Ashe         | 6:2, 6:2                  |
| 1975 | Arthur Ashe (2)       | Roscoe Tanner       | 3:6, 7:5, 6:3             |
| 1974 | Jimmy Connors (2)     | Harold Solomon      | 6:3, 6:1                  |
| 1973 | Jimmy Connors (1)     | Tom Okker           | 7:5, 7:6                  |
| 1972 | Stan Smith (1)        | Roscoe Tanner       | 6:4, 6:4                  |
| 1971 | Pancho Gonzales (3)   | Jimmy Connors       | 3:6, 6:3, 6:3             |
| 1970 | Rod Laver (2)         | John Newcombe       | 4:6, 6:4, 7:6             |
| 1969 | Pancho Gonzales (2)   | Cliff Richey        | 6:0, 7:5                  |
| 1968 | Rod Laver (1)         | Ken Rosewall        | 4:6, 6:0, 6:0             |
| 1967 | Roy Emerson (4)       | Marty Riessen       | 12:14, 6:3, 6:4           |
| 1966 | Allen Fox             | Roy Emerson         | 6:3, 6:3                  |
| 1965 | Dennis Ralston        | Arthur Ashe         | 6:4, 6:3                  |
| 1964 | Roy Emerson (3)       | Dennis Ralston      | 6:3, 6:3                  |
| 1963 | Arthur Ashe (1)       | Whitney Reed        | 2:6, 9:7, 6:2             |
| 1962 | Roy Emerson (2)       | Rod Laver           | 16:14, 6:3                |
| 1961 | Jon Douglas           | Roy Emerson         | 6:2, 1:6, 6:4             |
| 1960 | Barry MacKay          | Earl Buchholz       | 5:7, 6:4, 6:4, 3:6, 6:3   |
| 1959 | Roy Emerson (1)       | Ramanathan Krishnan | 6:3, 4:6, 6:0, 6:4        |
| 1958 | Ham Richardson        | Alex Olmedo         | 7:5, 6:2, 4:6, 9:7        |
| 1957 | Vic Seixas (3)        | Gilbert Shea        | 9:7, 6:3, 6:4             |
| 1956 | Herbert Flam          | Ken Rosewall        | 4:6, 6:1, 5:7, 6:3, 7:5   |
| 1955 | Tony Trabert          | Herbert Flam        | 6:1, 6:4, 6:2             |
| 1954 | Vic Seixas (2)        | Tony Trabert        | 7:5, 6:3, 6:4             |
| 1953 | Ken Rosewall          | Vic Seixas          | 6:4, 1:6, 3:6, 6:1, 6:4   |
| 1952 | Vic Seixas (1)        | Frank Sedgman       | 6:4, 6:4, 6:4             |
| 1951 | Frank Sedgman (2)     | Tony Trabert        | 6:3, 6:3, 2:6, 6:4        |
| 1950 | Frank Sedgman (1)     | Ted Schroeder       | 9:7, 6:3, 6:2             |
| 1949 | Pancho Gonzales (1)   | Ted Schroeder       | 6:3, 9:11, 8:6, 6:4       |
| 1948 | Ted Schroeder         | Frank Parker        | 4:6, 7:9, 7:5, aufgg.     |
| 1947 | Jack Kramer (3)       | Ted Schroeder       | 10-8, 6:4, 6:4            |
| 1946 | Jack Kramer (2)       | Ted Schroeder       | 6:2, 6:8, 6:2, 8:6        |
| 1945 | Frank Parker (4)      | Herbert Flam        | 6:2, 6:4                  |
| 1944 | Frank Parker (3)      | Bill Talbert        | 6:4, 6:8, 8:6             |
| 1943 | Jack Kramer (1)       | Pancho Segura       | 0:6, 6:1, 6:2             |
| 1942 | Frank Parker (2)      | Pancho Segura       | 6:4, 6:1, 6:3             |
| 1941 | Frank Parker (1)      | Frank Kovacs        | 7:5, 6:0, 6:1             |
| 1940 | Bobby Riggs           | Don McNeill         | 5:7, 2:6, 6:0, 12:10, 6:3 |
| 1939 | John Bromwich         | Franjo Punčec       | 4:6, 6:0, 6:2, 6:4        |
| 1938 | Adrian Quist          | Harry Hopman        | 6:3, 0:6, 6:4, 6:4        |
| 1937 | Don Budge (3)         | Gottfried von Cramm | 2:6, 7:5, 6:4, 7:5        |
| 1936 | Don Budge (2)         | Fred Perry          | 6:2, 4:6, 6:2, 6:2        |
| 1935 | Don Budge (1)         | Roderich Menzel     | 1:6, 11:9, 6:3, aufgg.    |
| 1934 | Fred Perry (3)        | Lester Stoefen      | 10:8, 6:4, 6:3            |
| 1933 | Fred Perry (2)        | Jirō Satō           | 6:4, 1:6, 6:0, 7:5        |
| 1932 | Fred Perry (1)        | Jirō Satō           | 6:2, 6:4, 7:5             |
| 1931 | Ellsworth Vines (2)   | Fred Perry          | 8:10, 6:3, 4:6, 7:5, 6:2  |
| 1930 | Ellsworth Vines (1)   | Gregory Mangin      | 14:12, 6:3, 6:4           |
| 1929 | John Doeg             | John Van Ryn        | 8:10, 7:5, 9:7, 8:6       |
| 1928 | Henri Cochet          | Christian Boussus   | 2:6, 6:4, 6:3, 6:3        |
| 1927 | Bill Tilden           | Frank Hunter        | 6:2, 6:4, 6:2             |

### Doppel
| Jahr | Sieger                                 | Finalisten                          | Finalergebnis     |
| ---- | -------------------------------------- | ----------------------------------- | ----------------- |
| 2012 | Ruben Bemelmans Xavier Malisse (2)     | Jamie Delgado Ken Skupski           | 7:65, 4:6, [10:7] |
| 2011 | Mark Knowles Xavier Malisse (1)        | Somdev Devvarman Treat Huey         | 7:63, 7:610       |
| 2010 | Bob Bryan (6) Mike Bryan (6)           | Eric Butorac Jean-Julien Rojer      | 6:76, 6:2, [10:7] |
| 2009 | Bob Bryan (5) Mike Bryan (5)           | Benjamin Becker Frank Moser         | 6:4, 7:62         |
| 2008 | Rohan Bopanna Eric Butorac             | Travis Parrott Dušan Vemić          | 7:65, 7:65        |
| 2007 | Bob Bryan (4) Mike Bryan (4)           | Scott Lipsky David Martin           | 7:65, 6:2         |
| 2006 | Bob Bryan (3) Mike Bryan (3)           | Eric Butorac Jamie Murray           | 6:2, 6:4          |
| 2005 | Rick Leach Brian MacPhie               | Jonathan Erlich Andy Ram            | 6:3, 6:4          |
| 2004 | Bob Bryan (2) Mike Bryan (2)           | Wayne Arthurs Paul Hanley           | 6:3, 7:66         |
| 2003 | Jan-Michael Gambill Travis Parrott     | Joshua Eagle Sjeng Schalken         | 6:4, 3:6, 7:5     |
| 2002 | Sébastien Grosjean Nicolas Kiefer      | Justin Gimelstob Michaël Llodra     | 6:4, 6:4          |
| 2001 | Bob Bryan (1) Mike Bryan (1)           | Jan-Michael Gambill Andy Roddick    | 7:5, 7:66         |
| 2000 | Paul Kilderry Sandon Stolle            | Jan-Michael Gambill Scott Humphries | kampflos          |
| 1999 | Byron Black Wayne Ferreira (2)         | Goran Ivanišević Brian MacPhie      | 6:2, 7:64         |
| 1998 | Patrick Rafter Sandon Stolle           | Jeff Tarango Daniel Vacek           | 6:4, 6:4          |
| 1997 | Sébastien Lareau Alex O’Brien          | Mahesh Bhupathi Rick Leach          | 7:6, 6:4          |
| 1996 | Marius Barnard Piet Norval             | Jonas Björkman Nicklas Kulti        | 7:5, 6:2          |
| 1995 | Brent Haygarth Kent Kinnear            | Scott Davis Goran Ivanišević        | 6:4, 7:6          |
| 1994 | John Fitzgerald Mark Woodforde (2)     | Scott Davis Brian MacPhie           | 4:6, 6:2, 6:0     |
| 1993 | Wayne Ferreira (1) Michael Stich       | Grant Connell Scott Davis           | 7:6, 7:6          |
| 1992 | Patrick Galbraith Jim Pugh (2)         | Francisco Montana David Wheaton     | 7:6, 7:6          |
| 1991 | Javier Frana Jim Pugh (1)              | Glenn Michibata Brad Pearce         | 7:5, 2:6, 6:4     |
| 1990 | Scott Davis (2) David Pate (2)         | Peter Lundgren Paul Wekesa          | 3:6, 6:1, 6:3     |
| 1989 | Martin Davis Tim Pawsat                | John Fitzgerald Anders Järryd       | 7:5, 7:6          |
| 1988 | John McEnroe (2) Mark Woodforde (1)    | Peter Doohan Jim Grabb              | 6:4, 6:4          |
| 1987 | Kevin Curren David Pate (1)            | Brad Gilbert Tim Wilkison           | 6:3, 6:4          |
| 1986 | Stefan Edberg Anders Järryd            | Peter Fleming John McEnroe          | 3:6, 7:5, 7:6     |
| 1985 | Scott Davis (1) Robert Van’t Hof       | Paul Annacone Christo van Rensburg  | 6:3, 7:6          |
| 1984 | Ken Flach Robert Seguso                | Wojciech Fibak Sandy Mayer          | 4:6, 6:4, 6:3     |
| 1983 | Peter Fleming John McEnroe (1)         | Sandy Mayer Ferdi Taygan            | 6:1, 6:2          |
| 1982 | Sherwood Stewart (2) Ferdi Taygan      | Bruce Manson Brian Teacher          | 6:1, 6:7, 6:3     |
| 1981 | Tom Gullikson Butch Walts (2)          | John McEnroe Ferdi Taygan           | 6:4, 6:4          |
| 1980 | Brian Teacher Butch Walts (1)          | Anand Amritraj John Austin          | 6:2, 6:4          |
| 1979 | Marty Riessen (2) Sherwood Stewart (1) | Wojciech Fibak Frew McMillan        | 6:4, 6:4          |
| 1978 | John Alexander (2) Phil Dent (2)       | Fred McNair Raúl Ramírez            | 6:3, 7:6          |
| 1977 | Bob Hewitt Frew McMillan               | Bob Lutz Stan Smith                 | 6:3, 6:4          |
| 1976 | Bob Lutz Stan Smith                    | Arthur Ashe Charlie Pasarell        | 6:2, 3:6, 6:3     |
| 1975 | Anand Amritraj Vijay Amritraj          | Cliff Drysdale Marty Riessen        | 7:6, 4:6, 6:4     |
| 1974 | Ross Case Geoff Masters                | Brian Gottfried Raúl Ramírez        | 6:3, 6:2          |
| 1973 | Jan Kodeš Vladimír Zedník              | Jimmy Connors Ilie Năstase          | 6:2, 6:4          |
| 1972 | Jimmy Connors Pancho Gonzales (2)      | Ismail El Shafei Brian Fairlie      | 6:3, 7:6          |
| 1971 | John Alexander (1) Phil Dent (1)       | Frank Froehling Clark Graebner      | 7:6, 6:4          |
| 1970 | Tom Okker Marty Riessen (1)            | Bob Lutz Stan Smith                 | 7:6, 6:2          |
| 1969 | Pancho Gonzales (1) Ronald Holmberg    | Jim McManus Jim Osborne             | 6:3, 6:4          |
| 1968 | Ken Rosewall Fred Stolle               | Cliff Drysdale Roger Taylor         | 7:5, 6:1          |